# Niki Yang
Niki Hyun Yang (née Hyun Jeong Yang à Séoul ; coréen : 양현정) est un animatrice sud-coréenne, actuellement résidente aux États-Unis. Après avoir étudié à l'Université Hongik puis à la CalArts, elle s'occupe du storyboard pour la série Les Griffin avant d'être transférée chez Frederator Studios. Elle est mieux connue pour son interprétation des personnages BMO et Miss Rainicorne dans la série Adventure Time créée par Pendleton Ward.

## Filmographie
| Date      | Titre            | Rôle                | Notes                                      |
| --------- | ---------------- | ------------------- | ------------------------------------------ |
| 2008      | Random! Cartoons | Baby Rabbit         | Épisode : The Two Witch Sisters            |
| 2010/2018 | Adventure Time   | Miss Rainicorne/BMO | Rôle principal ; Cartoon Network           |
| 2012/2016 | Gravity Falls    | Candy Chiu          | Rôle récurrent ; Disney Channel            |
| 2014      | TripTank         | Michiko             | Rôle récurrent ; Flower Teen Kill Team GO! |

## Autres
Niki Yang s'est également occupée du storyboard et du scénario des séries d'animation : Les Griffin, Slacker Cats, Fanboy et Chum Chum, Adventure Time, Ça bulle !, Gravity Falls, Bravest Warriors (mini-épisode : Moo-Phobia), et Clarence.